# Linda Ronstadt (album)
Linda Ronstadt è il terzo album in studio da solista della cantante statunitense Linda Ronstadt, pubblicato nel 1972.

## Tracce
Side 1
1. Rock Me On the Water – 3:40 (Jackson Browne)
2. Crazy Arms – 3:33 (Ralph Mooney, Chuck Seals)
3. I Won't Be Hangin' Round – 3:03 (Eric Kaz)
4. I Still Miss Someone – 2:42 (Johnny Cash, Roy Cash Jr.)
5. In My Reply – 3:32 (Livingston Taylor)

Side 2
1. I Fall to Pieces – 3:11 (Hank Cochran, Harlan Howard)
2. Ramblin' 'Round – 3:22 (Lead Belly, Woody Guthrie, John A. Lomax)
3. Birds – 3:01 (Neil Young)
4. I Ain't Always Been Faithful – 2:51 (Eric Andersen)
5. Rescue Me – 2:47 (Raynard Miner, Carl Smith)